# 21720 Pilishvili
21720 Pilishvili este un asteroid din centura principală de asteroizi.

## Descriere
21720 Pilishvili este un asteroid din centura principală de asteroizi. A fost descoperit pe 9 septembrie 1999 la Socorro, New Mexico, în cadrul proiectului LINEAR. Asteroidul prezintă o orbită caracterizată de o semiaxă mare de 2,31 ua, o excentricitate de 0,12 și o înclinație de 7,6° în raport cu ecliptica.